# جاش
جاش، وادي يقع في شرق منطقة عسير وهو مركز تابع لمحافظة تثليث التابعة لمنطقة عسير جنوب المملكة العربية السعودية، وسكانها من قبيلة المسارده وهم ال مبارك وال شري والمراشدة و الحنفان والصقيعات وال شوافه من عبيده من قحطان.
«جاش» بلدة جميلة تتبع لمحافظة «تثليث»، وتطل على ضفاف واديها المشهور بتدفق مياهه التي لم تكن تنقطع إلى عهد قريب. و«جاش» من الأماكن التي احتفظت باسمها التاريخي منذ حوالي 1500 عام، جاش قرية تاريخية تقع على ضفاف وادي جاش المشهور الذي يعتبر من أهم الأودية في المنطقة الجنوبية، ويعد من الأودية الواسعة حيث يبلغ طوله حوالي 25كم، وأرضه خصبة، وتكثر به النخيل متعددة الأصناف التي تزيد من جمال الوادي وتمتع نظر عين من يشاهده، فهي تعد قرية زراعية فمناخها معتدل، وجوها لطيف، وتبعد مسافة 22كم تقريباً من الجهة الجنوبية الغربية، وعلى امتداد وادي جاش من الجهة الشرقية تقع سلسلة من الجبال الشاهقة التي تحتضن الوادي، وبالجانب الآخر من ضفة الوادي وعلى امتداده من الجهة الجنوبية تشاهد بيوت سكان القرية التي تحمل نفس اسم الوادي (جاش)، وأهل القرية يرتوون من ماء الوادي عند نزول الأمطار، وكذلك تقع على نفس امتداد الوادي بعض الآثار القديمة وهي عبارة عن بيوت طينية وحجرية مهجورة منذ زمن بعيد ومساجد أثرية وآبار قديمة العهد.. ووادي جاش من الأودية القديمة جداً وقد عرف بهذا الاسم من قديم الزمان ولا يزال حتى الآن.
وفي الوقت الحاضر يوجد في قرية جاش بعض المرافق والخدمات الحكومية التي تخدم الأهالي فقد بدأت تخطو إلى النور والتطور بخطوات واثقة وذلك بوجود الطرق الحديثة التي توصل القرية بجميع المناطق الأخرى، ويوجد أيضاً الدوائر الحكومية والمدارس الابتدائية والمتوسطة والثانوية للبنين والبنات.
كما تشتمل قرية جاش على أبنية أثرية تدل على قدم القرية وتاريخها العريق فهذه الآثار لاتزال موجودة حتى وقتنا الحاضر وأهمها: الكثير من النقوش والكتابات الحميرية التي كتبت على جبال القنه منذ ماضي العصور القديمة وبيوت الطين والحجارة الواقعة على امتداد وادي جاش والمسجد الأثري الذي يزيد عمره عن أكثر من مئة عام.
ويشاهد في قرية جاش الكثير من الجبال الشاهقة الجميلة التي ترتفع في أطرافها على بعد أميال وهي: إحيا جمل وصلفيح وطبب والقضي وأبو طلحان والقنه والحمرة وخشم الهفاف وغيرها الكثير ويوجد بها صخور الجرانيت بكثرة. وجاش تعتبر منطقه من مناطق خولان

## آثار وادي جاش
يوجد الكثير من الآثار الحجرية المرتفعة حول وادي جاش في الجهات الشرقية والغربية منه، كالأكوام الحجرية المتباعدة، والتي تكون بمثابة علامات لطرق القوافل، وبعض الآثار التعدينية، وكما يوجد في أعلى جبل أبي ذنين ما يشابه الغرفة المركزية، ويمتد منها ذيل حجري، يقدر طوله بـ 294,8 متجهاً من الشمال إلى الجنوب، ويُطلق عليها الأهالي جداير بني هلال نسبةً لعهد بني هلال، وفي وادي الزويحم بالقرب من القضي من الجهة الجنوبية يوجد ما يشبه الحوض المائي مستطيل الشكل، يبلغ طول السور 24،64م وبالقرب منه ركامات ودوائر حجرية، كما يتواجد سد طويل حجري بالقرب من غار دغثم، وحول رزة العرج آثار جدران وركامات حجرية ما يشبه السدود، وأحجار غريبة الشكل والتكوين، ومن الشرق منها بعض أساسات المباني والقبور الكبيرة عند جبل الرزة بالقرب من لحيي جمل، كما يوجد سد طويل من الحجارة المثبتة بقوة في الأرض بين شعيب الحشرج وشعيب أبو ثدا الرافدين لوادي الثفن، ويوجد نقوش تذكارية منحوتة على واجهات الصخور في جبال الحمرة في فرع ابن ابن.، وأيضاً حصن جاش الذي يعود تاريخ بنائه إلى أكثر من 250 سنة تقريباً، وقد بُني الحصن في لوحتين من الحجر، وأُكمل بنائه بالطين، وتدل بقاياه على أنهُ كان يتكون من أربعة طوابق، وفي كل جهة من جهاته الأربع عدد من الفتحات المستخدمة للإضاءة وتمرير الهواء.

## انظر ايضاً
- عسير
- تثليث

## وصلات خارجية
- «جاش» الشعر الفصيح ذكرها والشعبي أشهرها.
- تبحث عن «صاحب الصمصامة».